# Sir John Soane's Museum
Sir John Soane's Museum er et historisk museum, der er indrettet i den nyklassicistiske arkitekt John Soanes tidligere hjem. Det indeholder mange tegninger og modeller af Soanes projekter og  malerier, tegninger og antikviteter, som han samlede.
Museet ligger i Holborn i London ud til Lincoln's Inn Fields. Museet bliver sponsoreret af Department for Culture, Media and Sport og har gratis adgang.

## Udstilling
Soane samlede en lang række antikke genstande fra Det gamle Egypten, det antikke Grækenland og middelalderen.
Blandt museets mest berømte genstande er Seti 1.s sarkofag, der blev fundet af Giovanni Battista Belzoni, og som Soane købte 2. maj 1824 for £2000. Den var den dyreste genstand i hans samling.
Museet rummer også Humours of an Election og A Rake's Progress, der er to maleriserier af William Hogarth.

## Galleri
- Maleri af Henry Seward (1807).
- Venedig (ca. 1734–1735)
- Venedig (ca. 1734–1735)
- Protrætmaleri af sir John Soane selv. (ca. 1828-1829).